# Vanessa reducta
Vanessa reducta är en fjärilsart som beskrevs av Barend J. Lempke 1956. Vanessa reducta ingår i släktet Vanessa och familjen praktfjärilar. Inga underarter finns listade i Catalogue of Life.